# カンガルーライナーSS60
カンガルーライナーSS60は、日本貨物鉄道（JR貨物）および仙台臨海鉄道が運行するコンテナブロックトレイン（専用貨物列車）の愛称。編成の大部分を西濃運輸が貸し切っており、2018年5月9日から営業運転を開始した。この項目では、同様に西濃運輸が編成の一部を貸し切る貨物列車であるカンガルーライナーNF64とカンガルーライナーTF60についても解説する。
西濃運輸は一連の「カンガルーライナー」を筆頭に環境対策やトラックドライバーの負担削減を目的としたモーダルシフトを積極的に進めており、その方針が評価され日本物流団体連合会が主催する第21回物流環境大賞（2020年）の大賞を受賞している。

## 列車一覧

### カンガルーライナーSS60
二酸化炭素の排出量削減や労働力不足の解消を目的としたモーダルシフトの一環として、日本貨物鉄道（JR貨物）は日本各地の物流会社へ向けて各社専用のコンテナ貨物列車を提案している。その一環として西濃運輸がJR貨物、日本フレートライナー、仙台臨海鉄道など各社の連携の下で設定したのが「カンガルーライナーSS60」である。大阪府の吹田貨物ターミナル駅と宮城県の仙台港駅の間を結び、福島県の郡山貨物ターミナル駅を経由する。本数は1往復で、日曜日を除いた週6日運行する。
編成は牽引する機関車を除いてコンテナ車20両で構成され、そのうち15両を西濃運輸が貸し切る形で使用する。11両は吹田貨物ターミナル駅 - 仙台港駅間で運行される一方、4両は郡山貨物ターミナル駅で切り離される。積載するコンテナは西濃運輸が所有する31フィートの私有コンテナで各車両に最大2個、1列車あたり30個を搭載する。これによりそれまでの大型コンテナ60台分の輸送力を「カンガルーライナーSS60」で補う事が出来、二酸化炭素の排出量を年間最大13,810 t削減する事が可能となる。

### カンガルーライナーNF64
カンガルーライナーSS60に続き、西濃運輸が編成の一部を貸し切る形で運用される貨物列車。名古屋貨物ターミナル駅 - 福岡貨物ターミナル駅間で1日1往復が運行し、24両のコンテナ車のうち16両を西濃運輸が貸し切る事になっており、1列車あたりのコンテナは31フィートコンテナ（22個）、20ftコンテナ（10個）の2種類が用いられる。福岡貨物ターミナル駅行きは土曜日日曜日が運休。名古屋貨物ターミナル駅行きが日曜日月曜日運休。2021年3月26日に出発式が行われ、29日から西濃運輸による利用が開始される事になっている。

### カンガルーライナーTF60
上記2列車に続き、西濃運輸が編成の一部を貸し切る形で運用される貨物列車。東京貨物ターミナル駅 - 東福山駅間で1日1往復が設定され、20両編成のうち15両に西濃貨物が所有する31ft私有コンテナを合計30個搭載し、残りの5両は一般のコンテナを搭載する。日曜日と月曜日運休。2021年10月5日より運行開始。